# Zdrowie Garwolin
Zdrowie Garwolin – polski klub piłki nożnej plażowej. 

## Historia
- 1997 - założenie klubu Głos Garwolina
- 2002 - zmiana nazwy klubu na Zdrowie Garwolin
- 2003 - rejestracja klubu Klub Sportowy Zdrowie Garwolin w ewidencji klubów sportowych

## Osiągnięcia

### Mistrzostwa Polski
- Trzecie miejsce: 2013

### Puchar Polski
- Trzecie miejsce (2x): 2012, 2014

### Młodzieżowe Mistrzostwa Polski
- Mistrzostwo: 2016